# Cantó de Tarascó
El cantó de Tarascó és un cantó francès del departament de les Boques del Roine, situat al districte d'Arle. Té 5 municipis i el cap és Tarascó.

## Municipis
- Bolbon
- Mas Blanc deis Aupilhas
- Sant Estève dau Gres
- Sant Peire de Mesoarga
- Tarascó

| Data d'elecció                           | Identitat            | Partit                     | Qualitat |
| ---------------------------------------- | -------------------- | -------------------------- | -------- |
| 1967-1973                                | Victor Barberin      | Divers droite              |          |
| 1973-1979                                | Antonin Saint-Michel | PS                         |          |
| 1979-1985                                | M. Lalauze           | PS                         |          |
| 1985-2002                                | Thérèse Aillaud      | RPR                        |          |
| 2002-                                    | Lucien Limousin      | RPR, després Divers droite |          |
| les dades anteriors no són pas conegudes |                      |                            |          |